# 五道箐镇
五道箐镇，是中华人民共和国四川省凉山彝族自治州普格县下辖的一个乡镇级行政单位。2021年1月12日，撤销五道箐乡、特尔果乡、马洪乡和红莫依达乡，设立五道箐镇。以原五道箐乡、原特尔果乡、原马洪乡和原红莫依达乡所属行政区域为五道箐镇的行政区域。

## 行政区划
五道箐镇下辖以下地区：
采洛洛博村、洛果村和沙合莫村、特莫波石村、红莫依达村、马里哄村和米洛俄补村、特博波乌村、拿马俄久村、特尔果村、洛脚俄补村和古木洛村、孟子洛村、恒地村、觉史村、赤博里村和拉都吉村。